# Wladikawkas
Wladikawkas (russisch Владикавказ, [vladʲikafˈkas], übersetzt: „Beherrsche den Kaukasus“; ossetisch Дзӕуджыхъӕу / Dzæudžyqæu, [d͡zəud͡ʒɨqəu]) ist die Hauptstadt der russischen Teilrepublik Nordossetien-Alanien. Die Stadt liegt nahe an der Grenze zu Georgien am Fluss Terek. Sie hat 311.693 Einwohner (Stand 14. Oktober 2010) und ist ein Industrie- und Kulturzentrum des Nordkaukasus.

## Geschichte

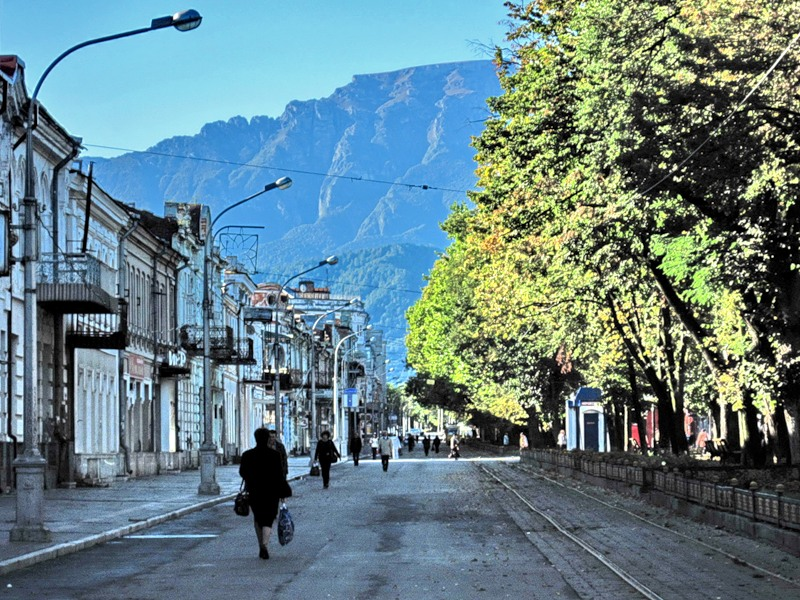
Der Prospekt des Friedens mit Blick auf den Berg Madychoch

Der Generalgouverneur der südlichen russischen Provinzen, Grigori Alexandrowitsch Potjomkin, ließ die Stadt 1784 als Festung unmittelbar neben der ossetischen Siedlung Dsaudschikau erbauen. Sie sollte eine zentrale Rolle beim Kampf gegen die kriegerischen Bergstämme des Kaukasus spielen und die Verkehrsverbindungen bei der Südexpansion des Russischen Reiches absichern. 1799 wurde die bei Wladikawkas beginnende, über den Großen Kaukasus nach Tblissi führende Georgische Heerstraße eröffnet. Doch die Pläne scheiterten zunächst: Wladikawkas wurde von kaukasischen Rebellen erobert und völlig niedergebrannt.
Erst nach der Annexion Georgiens 1801 durch das Russische Reich gedieh Wladikawkas zu neuer Blüte. Die Stadt wurde wieder aufgebaut, neue Stadtviertel angelegt und Kosaken in ihr angesiedelt. Bald war sie eine Drehscheibe für den Handel mit Persien. Die Bevölkerung in Wladikawkas wuchs an und setzte sich aus zahlreichen Nationalitäten zusammen, neben Osseten und Russen lebten auch zahlreiche Armenier, Georgier und andere Minderheiten in der Stadt. 1875 wurde eine Eisenbahnverbindung nach Rostow am Don, später auch nach Baku im heutigen Aserbaidschan eingerichtet. Wladikawkas wurde zu einem regionalen Industriezentrum mit Hüttenindustrie, Raffinerien, chemischer und verarbeitender Industrie. 1906 erschien mit der Iron gaset die erste Zeitung in ossetischer Sprache in der Stadt, seit 1923 wird dort auch die Ræstdsinad, die bis heute wichtigste ossetische Tageszeitung herausgegeben. 1920 wurde das Vorläuferinstitut der heutigen Nordossetischen Staatlichen Universität gegründet.
Der Name Wladikawkas bedeutet zu deutsch Beherrsche den Kaukasus. Von 1931 bis 1944 und von 1954 bis 1990 hieß die Stadt Ordschonikidse (russisch Орджоники́дзе). Namenspatron war Grigori Konstantinowitsch Ordschonikidse, ein georgischer Kommunist, unter dessen Führung die 11. Armee der Roten Arbeiter- und Bauernarmee im Februar 1921 Georgien erobert hatte. Von 1944 bis 1954 wurde die Stadt Dsaudschikau (russisch Дзауджика́у) genannt – in Anlehnung an den ossetischen Namen. Kurz vor dem Zerfall der Sowjetunion erhielt sie ihren alten Namen zurück.

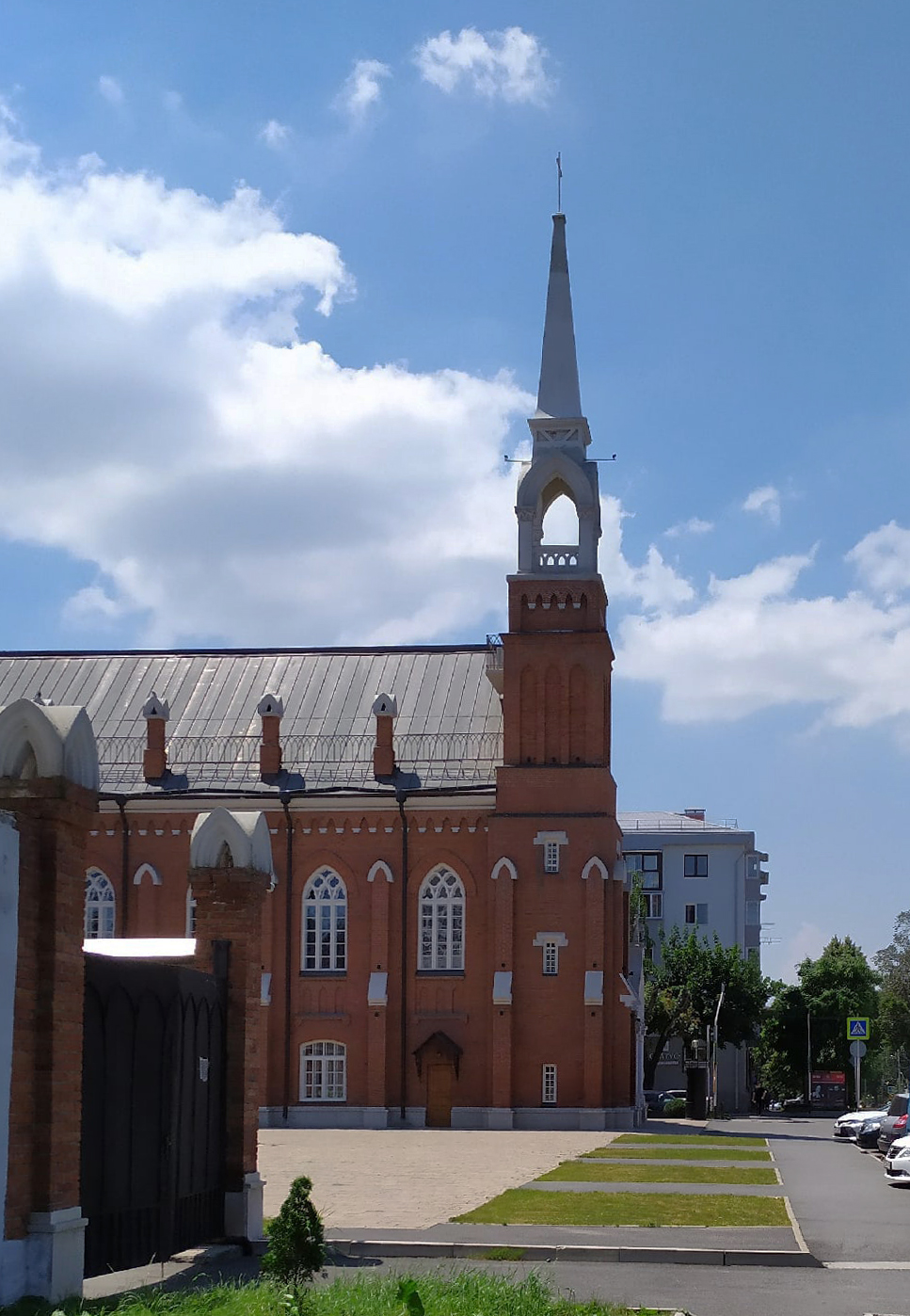
Philharmonie Wladikawkas (ehemalige deutsche Kirche)

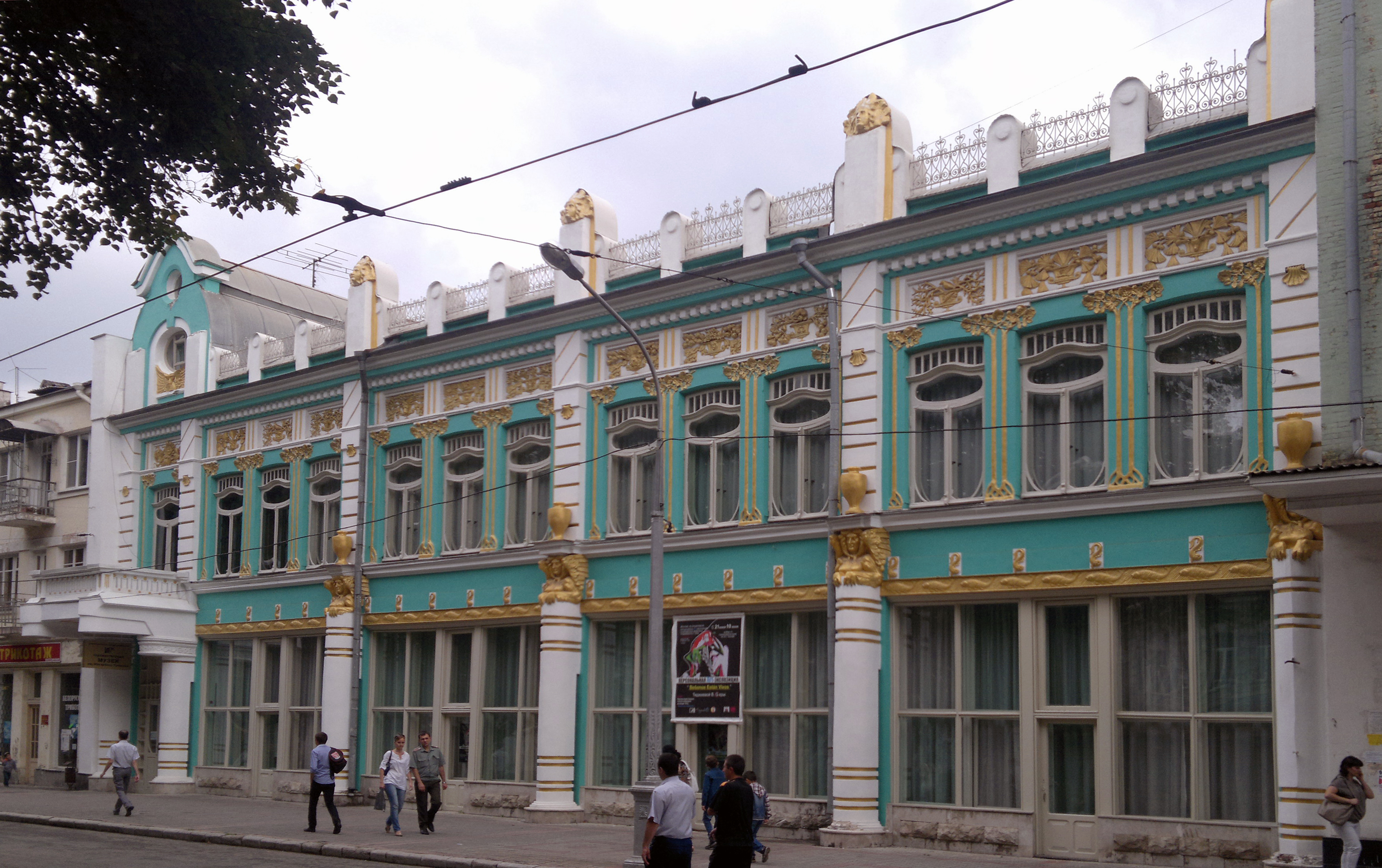
Tuganow-Kunstmuseum

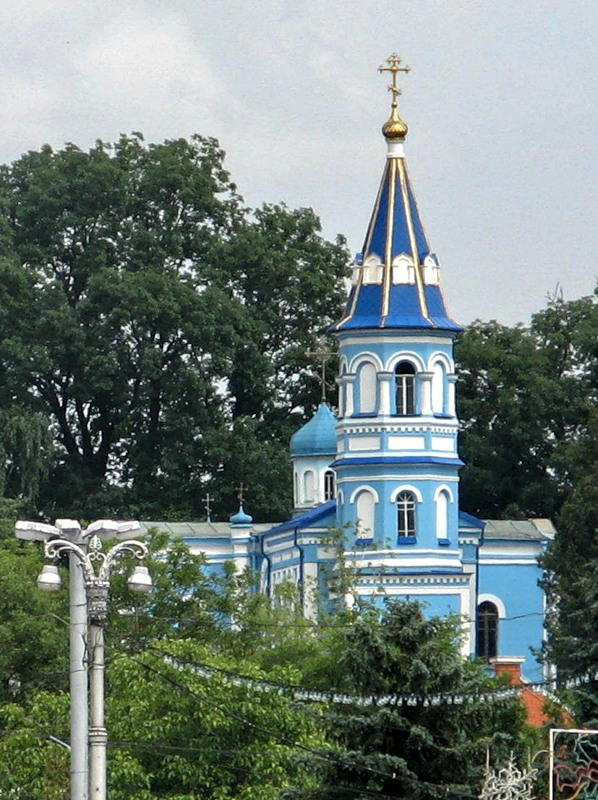
Die Ossetische Kirche in Wladikawkas

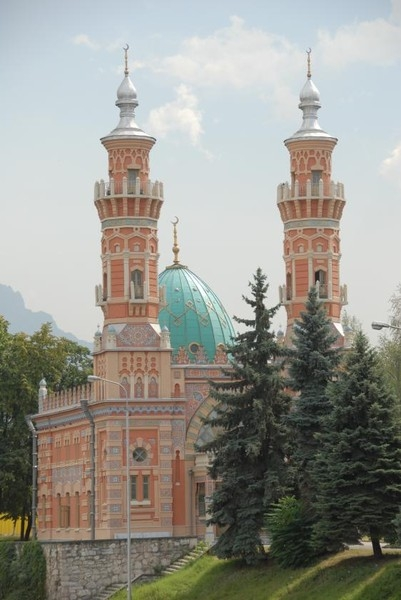
Die Sunnitische Moschee

### Zweiter Weltkrieg
Im Zweiten Weltkrieg begann die 1. Panzerarmee (als Teil der Heeresgruppe A) im Rahmen des Unternehmens Edelweiß am 25. Oktober 1942 aus dem Raum Elchotowo ihren Angriff in Richtung des 50 Kilometer entfernten Ordschonikidse, dem nördlichen Ausgangspunkt der Georgischen Heerstraße, stieß dabei jedoch auf starken Widerstand. Am 2. November erreichten die 13. und die 23. Panzer-Division schließlich den westlichen Stadtrand von Ordschonikidse und wurden dort in heftige Kämpfe verwickelt. Ein Gegenangriff der sowjetischen Streitkräfte am 5. November brachte die deutschen Angriffsbemühungen endgültig zum Erliegen, bei widrigen Wetterbedingungen (Schneestürme) entwickelte sich ein verlustreicher Stellungskrieg. Weitere Gebietsgewinne im Kaukasus konnten nicht mehr erzielt werden. Angesichts der bedrohlichen Lage in Stalingrad erfolgte daher am 28. Dezember der Operationsbefehl Nr. 2 des OKW an die Heeresgruppe A, sich geordnet Richtung Rostow zurückzuziehen, um zusätzliche Kräfte zur Stabilisierung der Donfront freizumachen. Ordschonikidse/Wladikawkas und das nordwärts in der Kalmückensteppe in Dagestan gelegene Terekli-Mekteb (80 Kilometer vom Kaspischen Meer entfernt) können daher als der südöstlichste bzw. östlichste Punkt angesehen werden, zu dem die Wehrmacht im Zweiten Weltkrieg auf sowjetischem Gebiet vorstieß. Am 1. Januar 1943 begann die Nordkaukasische Operation genannte Offensive der Roten Armee, mit der bis zum 4. Februar 1943 die deutschen Truppen aus dem Kaukasus endgültig verdrängt werden konnten.
In Wladikawkas bestand das Kriegsgefangenenlager 228, Ordschonikidse für deutsche Kriegsgefangene des Zweiten Weltkriegs.

### Nach dem Ende der Sowjetunion
Seit der Auflösung der Sowjetunion wurde die überwiegend von russisch-orthodoxen Bürgern bewohnte Stadt wiederholt Schauplatz von islamistischen Attentaten mit zahlreichen Opfern, so 1999 bei einem Sprengstoffattentat auf den Zentralmarkt mit 52 Toten und 168 Verletzten, 2008 beim Anschlag durch eine Selbstmordattentäterin mit zwölf Toten und am 9. September 2010, dem letzten Tag des Ramadan, bei einem Selbstmordattentat auf einen belebten Markt mit 16 Toten. Die Täter stehen mit den islamisch geprägten und konfliktreichen russischen Kaukasus-Teilrepubliken Inguschetien, Tschetschenien und Dagestan in Verbindung.

### Bevölkerung
Wladikawkas ist heute eine multikulturelle Stadt, in der Angehörige zahlreicher Nationalitäten und Religionen leben. Im Jahr 2010 bildeten die Osseten mit einem Anteil von 66,5 % an der Gesamtbevölkerung die größte Bevölkerungsgruppe in der Stadt. Darauf folgten Russen mit 23,5 %, sowie Armenier (3,5 %), Georgier (2,2 %), Inguschen (1,1 %), Aserbaidschaner (0,67 %) sowie Ukrainer (0,56 %) und Griechen (0,52 %).
| Jahr | Einwohner |
| ---- | --------- |
| 1897 | 43.740    |
| 1939 | 130.755   |
| 1959 | 164.420   |
| 1970 | 236.200   |
| 1979 | 278.930   |
| 1989 | 300.198   |
| 2002 | 315.608   |
| 2010 | 311.693   |

Anmerkung: Volkszählungsdaten

## Verkehr

### Eisenbahn
Die Strecke der privaten Wladikawkas-Bahn erreichte 1875, ausgehend von Rostow am Don, die Stadt. Die Strecke gehört heute zum Netz der Nordkaukasischen Eisenbahn. Es werden tägliche direkte Verbindungen nach Moskau (Zug 33/34), Sankt Petersburg (121/122), Noworossijsk (677/678) und Adler (679/680) angeboten, im Sommer auch nach Anapa. Darüber hinaus existiert ein S-Bahn-Verkehr (Elektritschka) über Beslan und Prochladny nach Mineralnyje Wody.

### Luftverkehr
Wladikawkas besitzt keinen eigenen Flughafen. Der Luftverkehr wird über den 20 km vor der Stadt gelegenen Flughafen Beslan (IATA: OGZ, ICAO: URMO) abgewickelt. Es werden Flüge nach Moskau-Domodedowo, Moskau-Wnukowo und St. Petersburg angeboten (Stand 2018). Eingesetzt werden nur maximal Flugzeuge bis zur Größe eines Airbus A320 bzw. Boeing 737.

### Fernstraßen
Wladikawkas liegt an der georgischen Heerstraße, der russischen A161 (bis 2010: A301), die als Teil der E117 Russland mit Georgien und Armenien verbindet. In Beslan besteht Anschluss an die R217 Kaukasus (bis 2010: M29), welche hier Teil der E50 von Brest bis ans Kaspische Meer ist.

### Nahverkehr
Die Hauptlast des Nahverkehrs wird von der Straßenbahn getragen. Daneben existieren Buslinien sowie russlandtypische Marschrutkas.

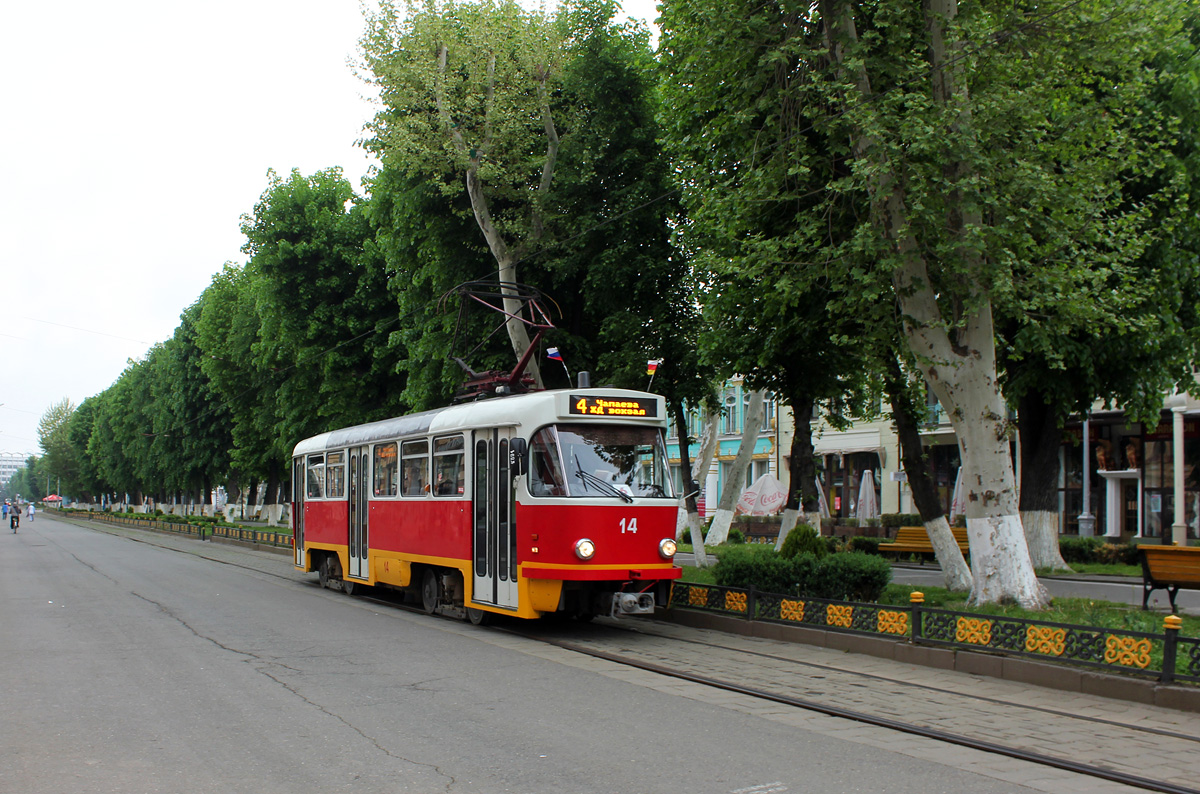
Straßenbahnlinie 4 auf dem Prospekt Mira.

Nach einem erfolglosen Versuch eine Pferdestraßenbahn zu errichten, vergab die Stadt 1897 eine Konzession, welche letztendlich von der in Belgien registrierten privaten „Société Anonyme Les tramways Vladikavkaz et l'éclairage électrique“ wahrgenommen wurde. 1902–1904 wurde die erste Strecke in Meterspur errichtet und im August 1904 eröffnet. Bereits im ersten vollen Betriebsjahr (1905) wurden auf den drei Linien (8,5 km Strecke) 1,5 Mio. Passagiere befördert. 1913 betrug die Streckenlänge 12,5 km und es wurden mit 19 Trieb- und fünf Beiwagen bereits 3,3 Mio. Passagiere befördert. Der Betrieb wurde 1918 verstaatlicht. Aufgrund der Revolutionswirren und dem folgenden russischen Bürgerkrieg musste der Betrieb 1920 eingestellt werden und kam nur sporadisch vor. Erst ab dem 7. November 1924 erfolgte wieder ein fahrplanmäßiger Verkehr.
Zwischen 1933 und 1937 erfolgte eine Umstellung auf russische Breitspur (1524 mm). 1970 erreichte das Netz mit zehn Linien auf 46 km seine größte Ausdehnung. Es wurden über 51 Millionen Fahrgäste gezählt, das deutlich längere Busnetz beförderte nur 30 Mio. Passagiere. Die Bedienung der Linien erfolgt ausschließlich durch Solo-Triebwagen, von welchen 1989 49 im Bestand waren. Im Zuge des Aufbaus des O-Busnetzes wurden zwei Strecken komplett eingestellt, so dass heute acht Linien auf 59 km Gleislänge betrieben werden (Stand 2015). Der Fuhrpark besteht seit 2006 aus Rollmaterial des Herstellers Tatra vom Typ T3D und T4D, das zwischen 1996 und 2003 aus Leipzig, Chemnitz, Dresden und Magdeburg übernommen wurde. Aktuell werden über 60 Mio. Fahrgäste pro Jahr gezählt.
1960 wurde vom Stadtrat die Installation eines O-Busnetzes beschlossen. Der Aufbau begann 1969 mit dem Depot und sollte bis 1975 abgeschlossen werden. Die Fahrausbildung der ersten Fahrer begann daher bereits im Frühjahr 1975 im Betrieb von Astrachan. Die Lieferung der vier ZIU-628B aus dem Urizki-Werk verzögerte sich jedoch bis Dezember 1976, so dass die erste Fahrt am 29. Dezember 1976 durchgeführt werden konnte. Reguläre Testfahrten fanden ab Februar 1977 statt, die erste Linie wurde am 15. Februar 1977 eröffnet. Zum 1. Januar 1980 umfasste das Netz bereits vier Linien auf 34 km Strecke. 1987 erreichte das Netz mit sechs Linien auf 63 km die größte Ausdehnung.
1995 wurde aufgrund eines präsidialen Dekrets der Bau einer O-Bus-Linie zum Flughafen Beslan sowie der Bau eines zweiten O-Bus-Depots beschlossen. Im Zuge der wirtschaftlichen Schwierigkeiten der 90er Jahre kam es aber nicht mehr zur Ausführung. Insbesondere der O-Busbetrieb wurde stark vernachlässigt. Der Fahrzeugbestand erreichte 2001 einen Tiefpunkt mit 36 Straßenbahntriebwagen und 15 Trolleybussen. 2001/02 wurden zehn neue ZIU-682G-O-Busse beschafft, dies konnte aber aufgrund der maroden Situation des Oberleitungsnetzes keine Verbesserung bringen. 2003 wurde der Betrieb der Linie 5 durch den Bus 51, die Linie 2 durch den Bus 52 ersetzt. Mit dem leihweisen Einsatz zweier neuer CTW-321-Busse im Januar 2010 wurde endgültig klar, dass die bestehende Infrastruktur nicht für einen modernisierten Betrieb brauchbar war. Zum 8. August 2010 wurde daher der O-Bus-Betrieb auf der letzten Linie eingestellt und durch mehrere kleine Buslinien ersetzt. Laut Stadtratsbeschluss von 2010 sollte das Oberleitungsnetz komplett erneuert werden. Tatsächlich wurde jedoch der Betrieb komplett eingestellt und bis 2013 alle Oberleitungsabschnitte, inklusive Depot und Betriebsstrecken, abgebaut.

## Sehenswürdigkeiten

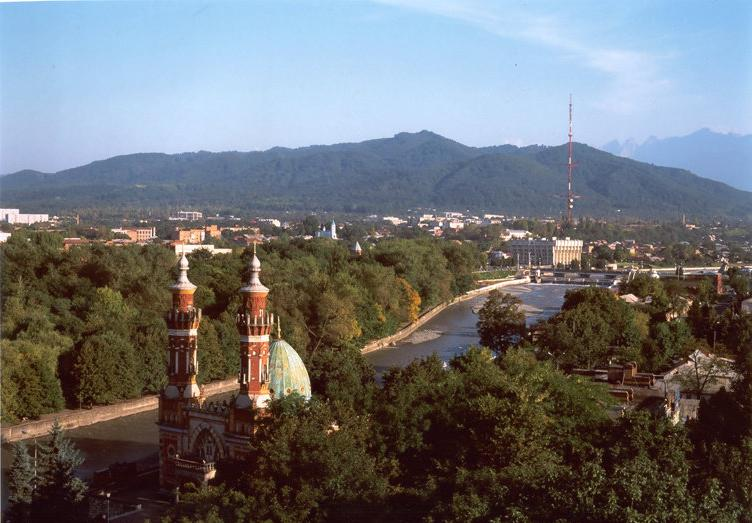
Panorama von Wladikawkas mit Sendemast

Wladikawkas verfügt über eine Universität, Museen, Theater, Philharmonie, Planetarium und ein Fernsehzentrum. Sehenswert ist die 1908 erbaute Sunnitische Moschee. 35 Kilometer südwestlich der Stadt befindet sich auf 1500 Meter über dem Meeresspiegel der Kurort Karmadon. Er liegt im Tal des Genaldon-Flusses, inmitten von Almen.
Aus Karmadon führt der Weg zum Dorf Dargaws, wo es sehr alte Gräberstätten in für den mittleren Nordkaukasus typischer Bauweise gibt, die sogenannte Totenstadt mit über 90 unter der Erde befindlichen Grüften verschiedener Typen und Formen aus dem 16. bis 18. Jahrhundert sowie einem mittelalterlichen Wachturm und Verteidigungsanlagen. Eine weitere Totenstadt befindet sich in Tsimiti.
In Wladikawkas befindet sich ein Fernsehsendemast ungewöhnlicher Bauweise. Er ist eine abgespannte Stahlrohrkonstruktion, die mit sechs in zwei Ebenen angeordneten, mit Laufstegen versehenen Querträgern ausgestattet ist, die von der Mastkonstruktion zu den Abspannseilen führen.
Im Süden der Stadt existiert seit 1966 eine Pioniereisenbahn mit 2,2 km Streckenlänge und 3 Haltestellen. Die Bahn ist nach der Kosmonautin Walentina Wladimirowna Tereschkowa benannt. Das Fahrmaterial besteht aus den Loks TU2-056, TU7A-2991, TU10-009 sowie 7 Personenwagen. Der Betrieb erfolgt von Mai bis Oktober, eine Rundfahrt dauert ca. 15 Minuten. Bis 1977 gehörte die Pionierbahn zum Straßenbahnbetrieb der Stadt, heute wird sie durch die Nordkaukasischen Eisenbahnen verwaltet.

## Sport
Der 1937 unter dem Namen Spartak gegründete Fußballclub Alanija Wladikawkas gewann 1995 die russische Meisterschaft (Oberste Liga), musste jedoch 2014 Insolvenz anmelden und wurde aufgelöst. Das Republik-Stadion Spartak wurde 1962 nach Tamara Butajewas Projekt gebaut.

## Söhne und Töchter der Stadt

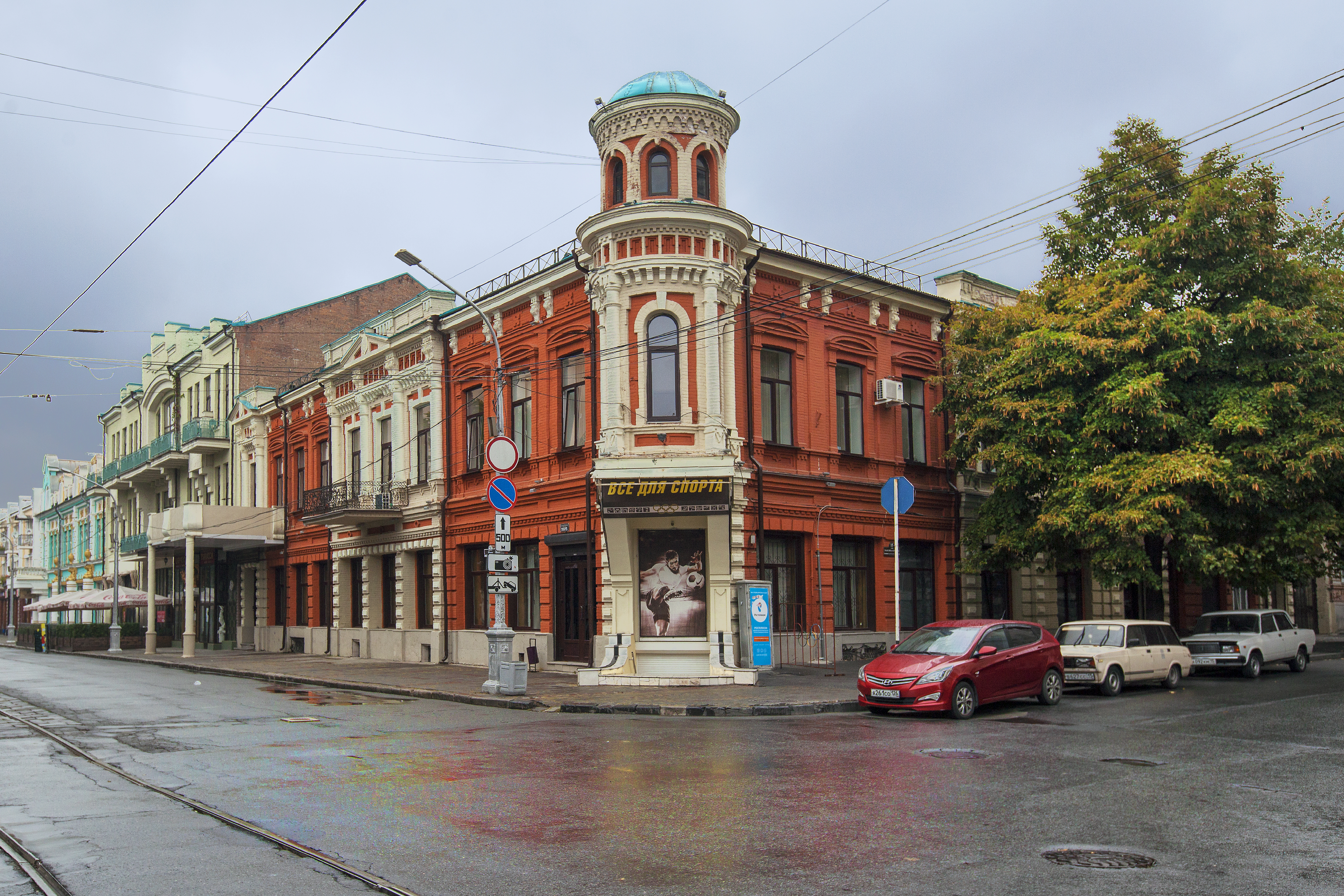
Straßenzüge in der Stadt

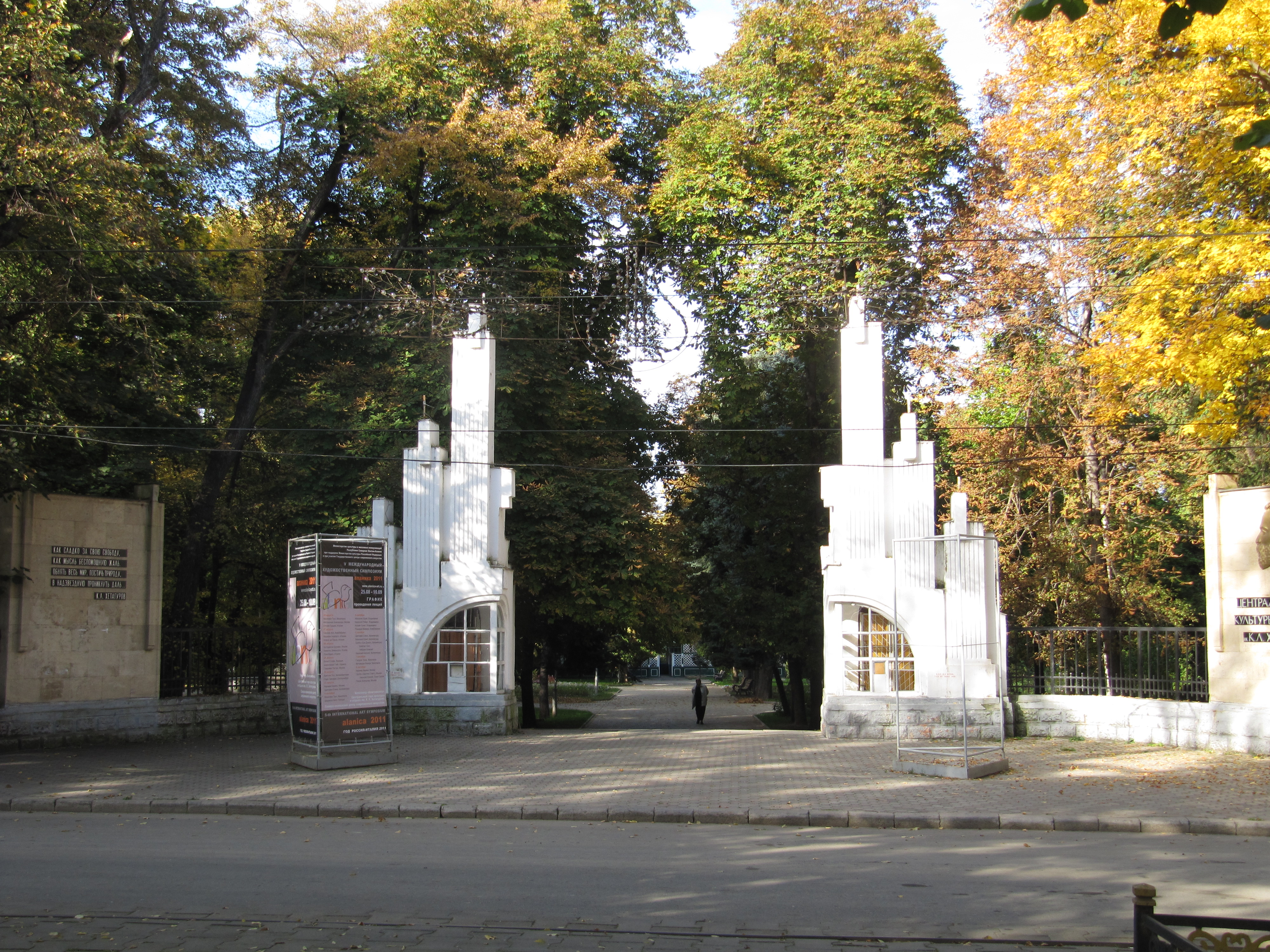
Kosta-Chetagurow-Park

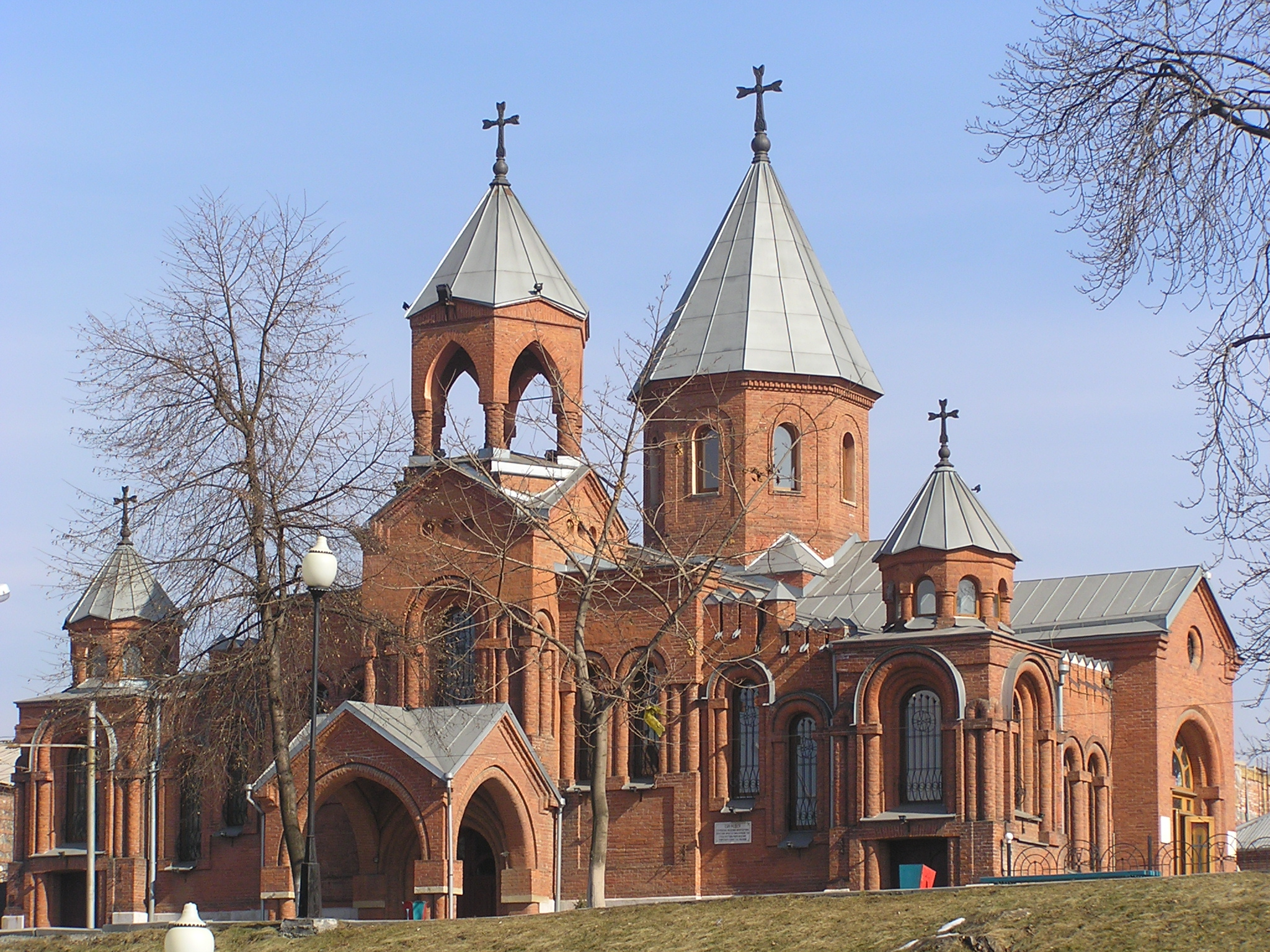
Armenische Kirche in Wladikawkas

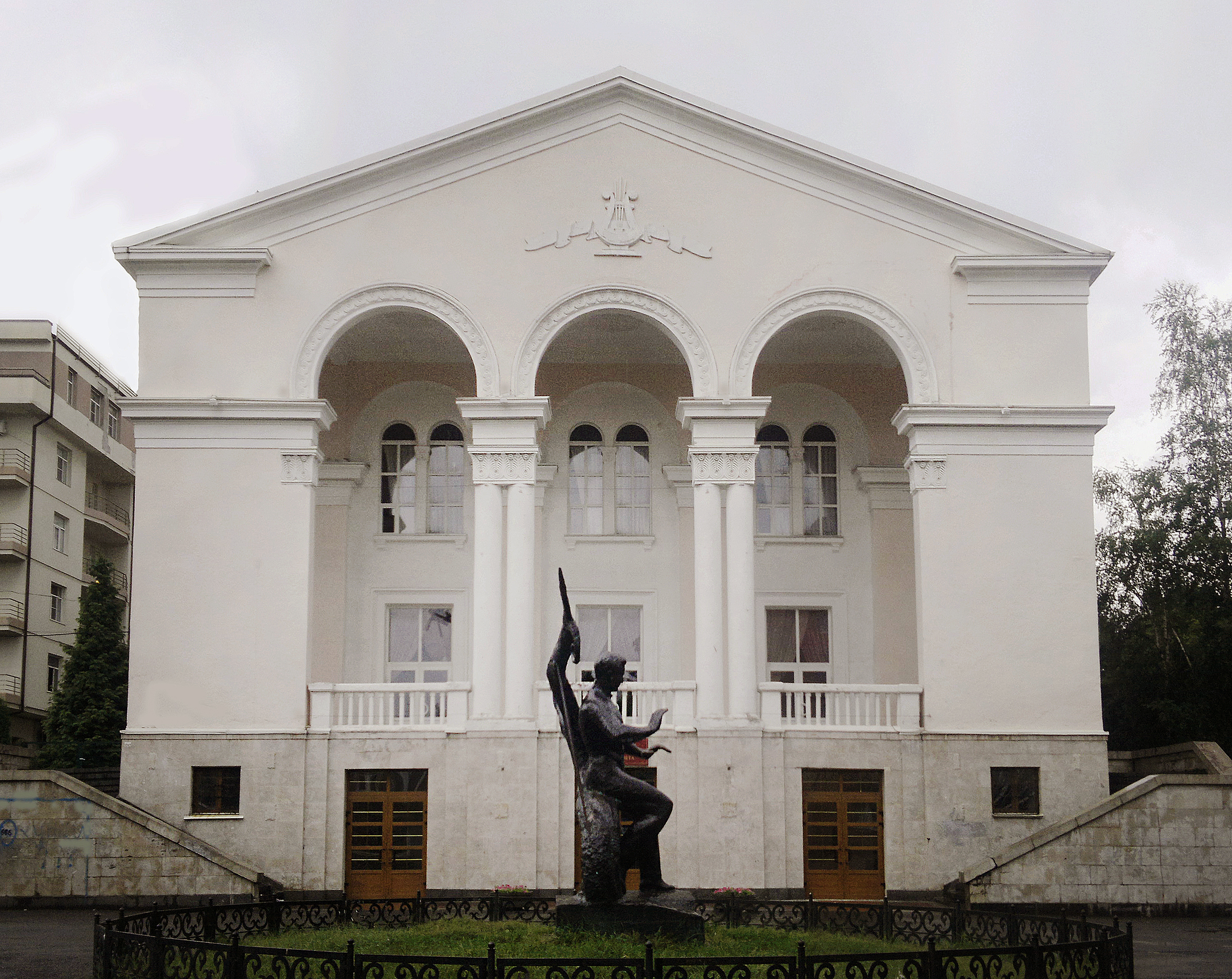
Oper Wladikawkas

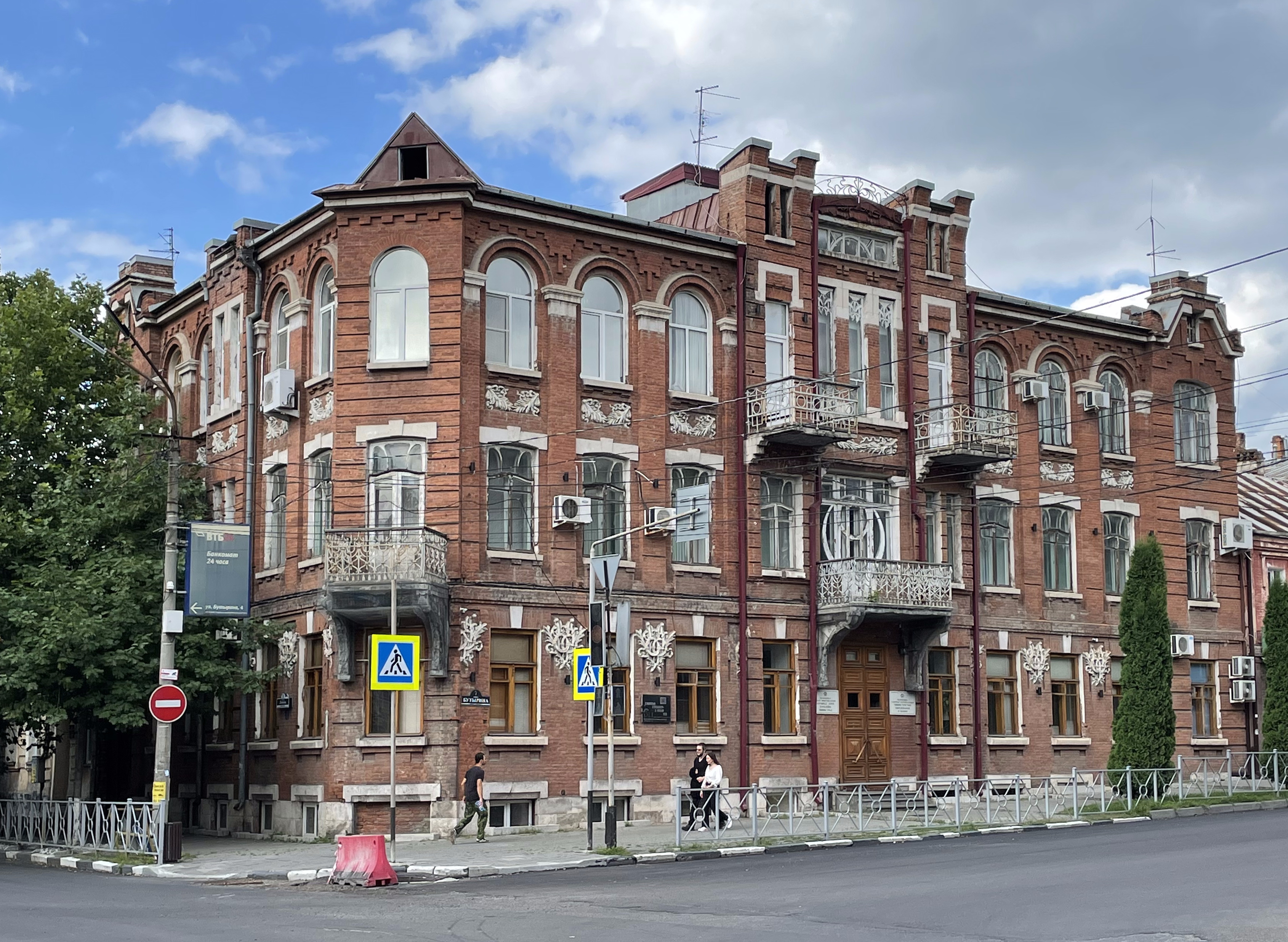
Ministerium für Bildung und Wissenschaft von Nordossetien

- Pjotr Swjatopolk-Mirski (1857–1914), Politiker, Gouverneur und Innenminister
- Raissa Nitabuch (1859–unbekannt), Pathologin
- Iwan Prochanow (1869–1935), Ingenieur und Theologe
- Jewgeni Wachtangow (1883–1922), Theaterregisseur und -schauspieler
- Boris Alexandrow (1889–1973), sowjetischer Wasserbauingenieur und Hochschullehrer
- Alexander Chuhaldin (1892–1951), kanadischer Geiger, Dirigent, Komponist und Musikpädagoge
- Juri Semjonow (1894–1977), Geograph und Schriftsteller
- Alexander Anaschkin (1902–1985), Luftfahrtingenieur
- Wladimir Schtscherbina (1908–1989), Literaturkritiker
- Pawel Lisizian (1911–2004), Opernsänger
- Paul Swiridoff (1914–2002), deutscher Fotograf, Essayist, Publizist und Verlagsgründer
- Oleg Penkowski (1919–1963), Agent
- Alexander Kemurdschian (1921–2003), Ingenieur
- Boris Christoforow (1931–2020), Schauspieler
- Ilia II. (* 1933), georgischer Geistlicher
- Norat Ter-Grigorjants (* 1936), sowjetisch-armenischer Generalleutnant
- Juri Gussow (1940–2002), Ringer
- Wissarion Guguschwili (* 1945), georgischer Politiker und Staatsmann
- Wjatscheslaw Brjuchowezkyj (* 1947), ukrainischer Philologe, Literaturkritiker und Universitätsrektor
- Soslan Andijew (1952–2018), Ringer, zweifacher Olympiasieger
- Waleri Gergijew (* 1953), Dirigent
- Waleri Gassajew (* 1954), Fußballspieler und -trainer
- Ruslan Zalikow (* 1956), Politiker, stellvertretender Verteidigungsminister
- Alexander Totoonow (* 1957), Politiker
- Alexander Moschajew (* 1958), Degenfechter
- Larissa Zagarajewa (* 1958), Fechterin
- Taimuras Dsgojew (* 1961), Ringer, Weltmeister
- Wladimir Tuganow (* 1961), Springreiter
- Olga Welitschko (* 1965), Fechterin
- Jewgeni Aleinikow (1967–2024), Sportschütze
- Achmed Kotijew (* 1968), Boxer
- Anatol Larukou (* 1970), russisch-belarussischer Judoka
- David Musuľbes (* 1972), Ringer, Olympiasieger
- Aslanbek Fidarow (1973–2020), ukrainischer Ringer
- Wjatscheslaw Woronin (* 1974), Leichtathlet
- Wadym Tassoew (* 1975), russisch-ukrainischer Ringer
- Agunda Kulajewa (* 1975), Opernsängerin
- Tugan Sochijew (* 1977), Dirigent
- Tamerlan Tmenow (* 1977), Judoka
- Alan Zagaew (* 1977), bulgarischer Gewichtheber
- Rohō Yukio (* 1980), Sumōringer in Japan
- Spartak Gognijew (* 1981), Fußballspieler
- Irbek Farnijew (* 1982), Ringer, Weltmeister
- Taimuras Tigijew (* 1982), kasachischer Ringer
- Hakurozan Yuta (* 1982), Sumōringer in Japan
- Wladimir Gabulow (* 1983), Fußballspieler
- Ruslan Karajew (* 1983), Kickboxer
- Dmitri Chomitsch (* 1984), Fußballspieler
- Wasgen Safarjanz (* 1984), belarussischer Boxer armenischer Abstammung
- Georgi Tibilow (* 1984), russisch-ukrainischer Ringer
- Rustam Totrow (* 1984), Ringer
- Maria Amelie (* 1985), Autorin
- Alan Kassajew (* 1986), Fußballspieler
- Marina Nichișenco (* 1986), moldauische Hammerwerferin
- Nikita Schabalkin (* 1986), Basketballspieler
- Aida Schanajewa (* 1986), Florettfechterin, Weltmeisterin und Olympiasiegerin
- Soslan Dschanajew (* 1987), Fußballspieler
- Swetlana Zarukajewa (* 1987), Gewichtheberin
- Ruslan Albegow (* 1988), Gewichtheber
- Angelina Gabujewa (* 1988), Tennisspielerin
- Alan Chugajew (* 1989), Ringer
- Wladislaw Baizajew (* 1990), Ringer
- Arsen Chubulow (* 1990), Fußballspieler
- Ruslan Kambolow (* 1990), Fußballspieler
- Asamat Kudsajew (* 1990), Rapper
- Ibragim Zallagow (* 1990), Fußballspieler
- Otar Bestajew (* 1991), russisch-kirgisischer Judoka
- Saurbek Plijew (* 1991), Fußballspieler
- Serghei Marghiev (* 1992), moldauischer Leichtathlet
- Ritschard Musajew (* 1992), Tennisspieler
- Aslan Karazew (* 1993), Tennisspieler
- Murat Gassijew (* 1993), Boxer
- Witali Gudijew (* 1995), Fußballspieler
- David Qarayev (* 1995), aserbaidschanisch-russischer Fußballspieler
- Soslan Burnazew (* 1995), Rapper
- Konstantin Plijew (* 1996), Fußballspieler
- Chetag Chossonow (* 1998), Fußballspieler
- Batras Gurzijew (* 1998), Fußballspieler
- Stanislaw Magkejew (* 1999), Fußballspieler
- Dawid Kobessow (* 2000), Fußballspieler
- Artur Tschorny (* 2000), Fußballspieler
- Dsambolat Zallagow (* 2000), Fußballspieler
- Wladimir Chubulow (* 2001), Fußballspieler
- Stanislaw Agkazew (* 2002), Fußballtorwart
- Alibek Katschmasow (* 2002), Tennisspieler
- Dawid Kokojew (* 2002), Fußballspieler
- Artur Sochijew (* 2002), Fußballspieler

## Klimatabelle
|                       | Jan  | Feb  | Mär  | Apr  | Mai  | Jun  | Jul  | Aug  | Sep  | Okt  | Nov | Dez  |   |      |
| Mittl. Tagesmax. (°C) | 1,8  | 2,1  | 7,2  | 15,3 | 19,9 | 23,3 | 25,4 | 24,6 | 20,6 | 14,4 | 9,0 | 4,4  | ⌀ | 14,1 |
| Mittl. Tagesmin. (°C) | −8,1 | −6,9 | −2,0 | 4,6  | 9,4  | 12,7 | 15,3 | 14,4 | 10,5 | 4,3  | 0,1 | −4,7 | ⌀ | 4,2  |
|                       |      |      |      |      |      |      |      |      |      |      |     |      |   |      |
| Niederschlag (mm)     | 26   | 29   | 48   | 86   | 148  | 157  | 120  | 93   | 73   | 51   | 40  | 33   | Σ | 904  |
|                       |      |      |      |      |      |      |      |      |      |      |     |      |   |      |
| Regentage (d)         | 6    | 6    | 8    | 10   | 14   | 14   | 11   | 9    | 8    | 7    | 7   | 6    | Σ | 106  |

| −8,1 |

| −6,9 |

| −2,0 |

| 4,6 |

| 9,4 |

| 12,7 |

| 15,3 |

| 14,4 |

| 10,5 |

| 4,3 |

| 0,1 |

| −4,7 |

| −8,1 |

| −6,9 |

| −2,0 |

| 4,6 |

| 9,4 |

| 12,7 |

| 15,3 |

| 14,4 |

| 10,5 |

| 4,3 |

| 0,1 |

| −4,7 |